# Obwersja
Obwersja (łac. - obversio) — wnioskowanie polegające na dodaniu negacji do orzecznika zdania z jednoczesną zmianą jego jakości, innymi słowy zgodnie z następującymi prawami logiki tradycyjnej: 
- SaP → SeP'
- SeP → SaP'
- SiP → SoP'
- SoP → SiP'

Na przykład:
- Każdy kot jest ssakiem. Zatem: Żaden kot nie jest nie-ssakiem.
- Żadna mrówka nie jest słoniem. Zatem: Każda mrówka jest nie-słoniem.